# 하례초등학교
하례초등학교는 대한민국 제주특별자치도 서귀포시 남원읍 하례리에 있는 공립 초등학교이다.

## 학교 연혁
- 1946년 10월 31일 학교 설립인가
- 1946년 11월 29일 개교
- 1949년 1월 3일 4.3사건으로 건물 전소
- 1955년 6월 20일 신례국민학교 분리 개교
- 1967년 3월 1일 6학급인가
- 1972년 7월 20일 교사 이설 승인
- 1978년 3월 1일 7학급 인가
- 1984년 3월 1일 6학급 인가
- 1984년 3월 10일 병설유치원 인가
- 1996년 3월 1일 하례초등학교로 교명 변경
- 1998년 8월 30일 급식소 및 식당 준공(80평)
- 2007년 12월 21일 다목적실 및 특별실 준공
- 2007년 12월 27일 영어전용교실 및 영어체험실 구축
- 2012년 3월 8일 천연 잔디 운동장 준공
- 2013년 9월 1일 제32대 강성룡 교장 취임
- 2015년 9월 10일 학교 대수선 공사
- 2017년 2월 10일 제67회 졸업(총 1,944명)
- 2017년 9월 1일 제33대 김대민 교장 취임
- 2018년 3월 1일 도교육청 지정 SW교육 중점학교 운영
- 2018년 8월 17일 돌봄교실 이전 및 리모델링
- 2019년 1월 17일 복도 및 현관 리모델링
- 2019년 1월 24일 제69회 졸업(총 1,968명)
- 2019년 3월 1일 제34대 백철호 교장선생님 부임
- 2019년 3월 1일 6학급 편성(53명)
- 2019년 3월 1일 도교육청 재지정 건강생태학교 운영(2년)
- 2019년 3월 1일   도교육청지정 SW교육 선도학교 운영

## 참고 자료
- 하례초등학교 - 한국교육학술정보원 학교알리미